# Eptatretus polytrema
Eptatretus polytrema is een soort uit de familie der slijmprikken (Myxinidae).